# میلینوو
میلینوو (به چکی: Milínov) یک منطقهٔ مسکونی در جمهوری چک است که در Plzeň-South District واقع شده‌است. میلینوو ۱۲٫۲۶ کیلومتر مربع مساحت و ۱۸۶ نفر جمعیت دارد و ۴۳۸ متر بالاتر از سطح دریا واقع شده‌است.